# Zlato listje v snegu
Zlato listje v snegu je trilogija pisateljice Eve Kurnik. Gre za družinsko-ljubezensko sago. V njej so ob zgodbi opisana kmečka opravila in druge značilnosti tradicionalnega kmečkega življenja. Leta 2021 je izšel prvi del trilogije, Zlato listje v snegu, v letu 2022 pa drugi del s podnaslovom Iskanja.

## Zgodba
Zlato listje v snegu, 1. del (2021)
V prvem delu trilogije zgodba opisuje Idrijo in vasico Vojsko, vpleta narečno govorico in prikaže nekatere dogodke polpretekle zgodovine. 
Oče Karlo, brata Jakob in Maks ter Jakobov sin Matej so edini, ki še tvorijo nekdaj širšo družino. Ko eden od bratov na domačijo pripelje zaročenko iz Maribora, se odnosi začnejo krhati in zapletati, nakar se vmeša še sosedovo dekle, vse skupaj pa tvori ljubezenski štirikotnik. Njegov razplet vzpodbudi nadaljevanje, ki sega več kot dvajset let v prihodnost. Protagonisti romana se kmalu znajdejo razpeti med dvema ljubeznima, moralnostjo in realnostjo, upanjem in vdajo, družino in maščevanjem. Dobri dve desetletji stare zamere zamajejo sicer trdne družinske temelje in ogrozijo porajajočo se ljubezen med mladima protagonistoma. Dogajanje v romanu je postavljeno v leta 1993–1994 in 2016.
Zlato listje v snegu, 2. del: Iskanja (2022)
Nadaljevanje družinsko-ljubezenske sage o ljudeh z Vojskega. Eden izmed bratov sklene izpeljati davno zamišljen načrt, drugi rešuje napetosti v domači hiši. Za razliko od prvega dela, ki se je osredinjal na Jakoba in Amelijo Šinkovec, drugi del trilogije v središče postavlja Mijo Pirc in Maksimiljana Bergerja. Slednji je razpet med ljubeznijo do ženske, s katero je odrasel ter še pred nedavnim menil, da nanjo gleda kot na sestro, in izvedbo načrta, vezanega na Jakobovo podjetje. Zapira oči pred čustvi, ki jih je njegova hči pričela gojiti do Jakobovega mlajšega sina, hkrati pa ne more utišati očitkov vesti, vezanih nanjo in svojega brata. Ob njegovi ljubezenski zgodbi je tako na tapeti tudi Erika Berger, roman pa doživi vrh s soočenji, ki sledijo razkritju Maksove identitete in z verižnim sosledjem dogodkov, do katerih omenjena soočenja tudi pripeljejo. Ob nizu krajevnih navad in jezikovnih posebnosti zgodba postreže z razkritji, vezanimi na protagoniste ter predstavi nekaj novih oseb. Roman se konča z napovedjo tretjega dela, ki bo hkrati tudi zaključek trilogije.